# Johnny Sekka
Johnny Sekka (21. července 1934 Dakar – 14. září 2006 Agua Dulce, Kalifornie), rodným jménem Lamine Sekka, byl britský herec senegalsko-gambijského původu.
Do Evropy se jako černý pasažér dostal lodí do Marseille, poté žil v Paříži. Po přestěhování do Spojeného království sloužil dva roky v RAF a následně začal studovat herectví. Nejprve se stal kulisákem v Royal Court Theatre, od roku 1958 se zde začal objevovat i v menších rolích. V roce 1961 hrál jednu z hlavních postav ve filmu Flame in the Streets. V průběhu 60. let se dále objevil např. ve filmech Woman of Straw, East of Sudan, Chartúm či The Last Safari, hrál též v seriálech, jako byly např. Z-Cars, Dixon of Dock Green a The Avengers. Na přelomu 60. a 70. let se přestěhoval do USA, kde doufal, že obdrží větší role. Postupně hrál např. ve filmech A Warm December, Ve městě v sobotu večer, Ar-Risalah a Hanky Panky, působil též v sitcomu Good Times a dramatické minisérii Kořeny. V roce 1993 hrál v televizním sci-fi filmu Babylon 5: Vesmírný sumit postavu doktora Benjamina Kylea, což byla pro něj poslední role. Kvůli opakovaným zdravotním problémům musel navazující seriál Babylon 5 odmítnout.
Zemřel v 72 letech na rakovinu plic na svém ranči v Kalifornii.